# Platymetopius trifasciatus
Platymetopius trifasciatus är en insektsart som beskrevs av Dlabola 1981. Platymetopius trifasciatus ingår i släktet Platymetopius och familjen dvärgstritar. Inga underarter finns listade i Catalogue of Life.